# Amor Ben Salem
Pour les articles homonymes, voir Ben Salem.
Amor Ben Salem (arabe : عمر بن سالم), né le 6 août 1932 à Métouia, est un écrivain tunisien de langue arabe et traducteur.

## Biographie
Né dans une famille de paysans de l'oasis de Métouia, dans le sud de la Tunisie, il étudie à la Zitouna de Tunis (section moderne). Il suit ensuite des études de journalisme et de traduction à l'université du Caire puis obtient une licence en lettres arabes à l'université libanaise et un doctorat de grammaire arabe à l'université Paris 3 sous la direction du professeur Régis Blachère.
Nouvelliste, romancier, dramaturge et historien de la littérature tunisienne moderne et contemporaine, il est également professeur à l'École normale supérieure de Tunis et chercheur au Centre d'études et de recherches économiques et sociales au sein de la section des études littéraires.

## Œuvre
Le roman Wâha bilâ Zill (واحّة بلا ظلّ), soit « Oasis sans ombre », est publié en 1979 après dix ans de censure. Ce roman traite en effet de deux sujets sociologiques sensibles à l'époque au travers de l'oasis de Métouia : la période collectiviste de la Tunisie qui avait débuté dans les années 1970 avec une réforme agraire importante et une collectivisation des terres agricoles ; l'émigration de la majorité des jeunes villageois vers la France. Ce sujet de l'émigration se retrouve dans le roman Abû ğahl ad-Dahhâs (أبو جهل الدّهّاس) ou « Le Patriarche », à travers les relations au sein des familles d'émigrés du Sud tunisien à Lyon et les problèmes causés par le retour dans le pays d'origine conduisant souvent à l'échec. À travers plusieurs récits croisés sont donnés les points de vue des travailleurs immigrés en France et de leurs familles restées au village.
Dans Dâiratu al-ikhtinâq (دائرة الاختناق), soit « Le Goulot d'étranglement », Ben Salem aborde de façon romancée les événements du Jeudi noir qui opposent en 1978 le pouvoir tunisien à l'Union générale tunisienne du travail et entraîne une grève générale et une répression sévère avec l'emprisonnement de syndicalistes.
Dans Al-asadu wa at timthâl (الأسد والتّمثال), soit « Le Lion et la statue », l'auteur met en scène des animaux anthropomorphes dans le style du livre Kalîla wa Dimna (traduction du Pañchatantra) ; il aborde ainsi les comportements des dirigeants arabes en les comparant à des dieux entourés d'une cour capable de tout pour le pouvoir et l'enrichissement personnel. De même, dans la pièce de théâtre symbolique inspirée de la mythologie phénicienne Achtarût (عشتاروت) ou « Astarté », ce sont les thèmes du pouvoir absolu et de sa déchéance qui sont abordés. Ainsi, Astarté, protectrice du souverain Baal et de sa dynastie, se révolte et incarne la liberté des opprimés qui luttent contre le Dieu gouvernant ; Ben Salem dédicace cette pièce « à tous les peuples du tiers monde sans exception ».
Son recueil de nouvelles Maqâmât al-layl wan nahâr min al-jabal al-ahmar ila al-manâr (مقامات اللّيل و النّهار من الجبل الأحمر إلى المنار) publié sous la forme de maqâmas (مقامات), un genre littéraire spécifiquement arabe, Ben Salem traite les thèmes de l'inégalité sociale dans la société tunisienne moderne, représentée par des animaux vivant dans deux quartiers de Tunis : le quartier des pauvres appelé Al-Jabal Al-Ahmar et le quartier de la classe aisée appelé Al-Manâr.
Dans Sahrî bahrî (صحري بحري), l'auteur décrit à travers ces personnages une société complexe qui touche à la vie de l'aristocratie dans les premières décennies du XXe siècle, au temps du protectorat français de Tunisie. Le héros, un cheikh respectable de la Zitouna, sort du carcan de guide spirituel pour s'adonner à la luxure et à la joie de vivre autorisées à la grande bourgeoisie de l'époque. Ces contradictions et l'hypocrisie sociale crée une petite comédie humaine.
Dans son roman, Marwân fi bilâd al-jân (مروان في بلاد الجان), soit « Marwan au pays des djinns », il projette le lecteur dans un univers parallèle où une super puissance fait main basse sur des nations affaiblies, exploite leurs terres et détériore leur environnement, d'où la résistance de ces peuples et leur lutte contre la colonisation et la protection de leur environnement vital. Ben Salem reçoit pour ce dernier roman le prix « mention spéciale du jury » du Comar d'or 2010,,.
Dans le recueil de nouvelles Hikâyât ὸmmi as saliha (حكايات أمّي الصّالحة), la grand-mère du narrateur raconte à ces petits-enfants, lors de soirées d'hiver, ses aventures et les événements historiques contemporains de sa région.
Dans Tukûm wa rawâih (طعوم و روائح), soit « Senteurs et saveurs », les nouvelles sont basées sur une variété de discours et de séries séquentielles. Dans ce recueil, l'auteur utilise comme trame du récit la mémoire des sens chez les protagonistes à travers les circonstances environnantes ou leurs attitudes. Les personnages de ces récits sont de milieux et d'origines différentes. L'auteur relate leurs relations ainsi que leurs comportements envers ces saveurs et ces senteurs lors de l'événement. Ces histoires, dans toute leur diversité de sujets, de temps et d'espace, surgissent de la mémoire des personnages avec beaucoup de nostalgie.
Son recueil de nouvelles, Asatîr Matwiya (أساطير مطوية), soit « Mythologie métouienne », recueillent des histoires courtes sur la mythologie locale de Métouia, une oasis du Sud-Est tunisien. Les aventures des protagonistes sont inspirées par la culture locale et gravées dans la mémoire des gens. Ce recueil reflète la géographie du village, où chaque lieu, chaque source, chaque vallée et colline a sa légende et son histoire. Ces légendes et histoires ont façonné l'imaginaire du village et ont créé l'harmonie au sein de la communauté.
Dans le recueil de nouvelles fictif, Min al-dhākirah al-shaʻbīyah (من الذّاكرة الشّعبيّة ), soit « De la Mémoire populaire (proverbes et dictons) », l'auteur évoque des événements biographies de personnes vivant dans son village natal de Métouia dans la première moitié du XXe siècle. Il a compilé ces nouvelles avec comme fil conducteur les proverbes et les dictons du patrimoine populaire de ce village du Sud tunisien.
Dans sa pièce de théâtre al-Sajjān (السّجّان), soit « Le prisonnier », rédigée dans les années 1980, l'auteur décrit les rouages du régime tunisien sans le nommer, alors qu'il est aux mains d'un groupe d'exécutants et d'opportunistes aux ordres du sérail et de leurs partisans à la cour du Bon Roi, tandis que d'autres complotaient et se préparaient à renverser et confisquer le pouvoir.
Dans son roman al-Taghrībah al-thānīyah li-Banī Hilāl : riwāyah min al-siyar wa-al-akhbār (التغريبة الثانية لبني هلال رواية من السّير و الأخبار), soit « La deuxième épopée hilalienne », est une chronique de la manière dont le mouvement Ennahdha a exploité le contexte de la révolution tunisienne pour gagner les élections de l'Assemblée nationale constituante de 2011 et exercer le pouvoir. L'auteur compare la campagne électorale du parti à l'invasion hilalienne de l'Ifriqiya au XIe siècle, qui repose à l'époque sur des oppositions ethniques et tribales entre Arabes et Berbères. Les partisans islamistes vont focaliser la campagne sur le thème de la laïcité et de l'islam dans la vie publique, attisant la haine et le radicalisme dans la population, entraînant le désordre et le chaos, attisé par le réveil du tribalisme et du régionalisme, de la propagation de l'appel à l'extrémisme et au renfermement de la société.
Dans le recueil de nouvelles Khourafet ami Hedi (خرافات عمّي الهادي), soit « Les mythes de l'oncle Hédi », des personnes humaines et non humaines sont représentées dans une lutte qui exprime les préoccupations des personnages, ce qui fait apparaître les relations tendues entre les héros et leur environnement naturel et social.
Dans son dernier roman, Hijratu al-anz Giljel ilâ bilâd al-chamel (هجرة العنز جلجال إلى بلاد الشّمال), soit « Migration de la chévre Gilgel au pays du nord », l'auteur traite de la migration des clandestins de l'Afrique subsaharienne vers l'Europe et les péripéties de ce voyage à travers le désert, l'accueil des clandestins dans les pays traversés et les dangers qui les guettent, même après leur arrivée en Europe.

## Publications

### Études
- (ar) Dîwân Ibn Duraid (ديوان ابن دريد), éd. Maison tunisienne de l'édition, Tunis, 1973
- (ar) Dîwan Άlî al-Gurâb (ديوان علي الغراب), éd. Maison tunisienne de l'édition, Tunis, 1974
- (ar) Qâbâdu hayâtuhu âthâruhu wâ tafkîruhu al-islâhî (قابادو حياته آثاره وتفكيره الإصلاحي), éd. CERES, Tunis, 1975
- (ar) Diwân Qâbâdu (ديوان قابادو), éd. CERES, Tunis, 1984
- (ar) Άli al-Gurâb hayâtuhu wa ́adabuhu (علي الغراب: حياته وأدبه), éd. CERES, Tunis, 1987
- (ar) Al-adab at tunusî fî al-âhdayn al-murâdî wal husaynî (الأدب التّونسي في العهدين المرادي و الحسيني), éd. Beït El Hikma, Carthage, 1989
- (ar) Ittihâd al-kuttâb al-tunusiyîn al-qânûn al-asasî wa tarâjum al-a'dâ' (اتّحاد الكتّلب التّونسيين، الفانون الأساسي و تراجم الأعضاء), éd. Union des écrivains tunisiens, Tunis, 1989
- (ar) Mukhtârât quasasya likuttâb tunusiyîn (مختارات قصصيّة لكتّاب تونسيّين), éd. Maison arabe d'édition, Tunis, 1990
- (ar) Mukhtârât li šuară tunisiyîn (مختارات لشعراء تونسيّين), éd. Maison arabe d'édition, Tunis, 1992  (ISBN 9973101081)
- (ar) Al-kuttâb al tunusiyûn (الكتّاب التّونسيّون), éd. Sahar, Tunis, 1995
- (ar) Ar-'rasîd al-masrahî bi wizarat al-thaqâfa (الرّصيد المسرحي بوزارة الثّقافة), éd. CERES, Tunis, 1993
- (ar) Al-tadrib ar-riyadi al-hadith fî kourat al-quadam (التّدريب الرّياضي الحديث في كرة القدم) coécrit avec Kamel Benzarti, éd. Centre de publication universitaire, Tunis, 2007  (ISBN 9789973374004)

### Romans
- (ar) Wâha bilâ Zill (واحّة بلا ظلّ), éd. Safâ, Tunis, 1979, rééd. Maison tunisienne de l'édition, Tunis, 1990  (ISBN 9973121562) et L'Univers du livre, Tunis, 2004  (ISBN 997378622X)
- (ar) Dâiratu al-ikhtinâq (دائرة الاختناق), éd. Safâ, Tunis, 1982
- (ar) Al-asadu wa at timthâl (الأسد والتّمثال), éd. Maison tunisienne de l'édition, Tunis, 1989  (ISBN 9973120841)
- (ar) Abû ğahl ad-Dahhâs (أبو جهل الدّهّاس), éd. Maison tunisienne de l'édition, Tunis, 1984, rééd. par L'Univers du livre, Tunis, 2005  (ISBN 9973786246)
- (fr) Le Patriarche, trad. d'Abou Jahl Dahas (أبو جهل الدّهّاس), coll. « Vécu », éd. ICARE, 1993  (ISBN 2907332112)
- (ar) Sahrî bahrî (صحري بحري), éd. Sahar, Tunis, 1995  (ISBN 9973763645), réed. Sahar, Tunis, 2009  (ISBN 9789973282934)
- (ar) Marwân fi bilâd al-jân (مروان في بلاد الجان), éd. Sahar, Tunis, 2010  (ISBN 9789973282927)
- (ar) Al-Taghrībah al-thānīyah li-Banī Hilāl : riwāyah min al-siyar wa-al-akhbār (التغريبة الثانية لبني هلال رواية من السّير و الأخبار), éd. Sahar, Tunis, 2016  (ISBN 9789973284860)
- (ar) Hijratu al-anz Giljel ilâ bilâd al-chamel (هجرة العنز جلجال إلى بلاد الشّمال), éd. Sahar, Tunis, 2021  (ISBN 9789973285881)

### Pièces de théâtre
- (ar) Yawm al-lât (يوم اللاّت), éd. Union des écrivains arabes, Damas, 1979
- (ar) Achtarût (عشتاروت), éd. Al Janoub, Tunis, 1984, rééd. L'Univers du livre, Tunis, 2004  (ISBN 9973786157)
- (ar) Bourğ bâbil (برج بابل), éd. Maison tunisienne de l'édition, Tunis, 1991  (ISBN 9973121805), rééd. Maison tunisienne de l'édition, Tunis, 1991  (ISBN 9973121821)
- (ar) Laylâ wa as-sultân (ليلى و السّلطان), éd. Al Massar, Tunis, 1991
- (ar) Asfâr al-Ahd al-gâbir (أسفار العهد الغابر), éd. Sahar, Tunis, 1995  (ISBN 9973763424)
- (ar) Al-Sajjān (السّجّان), éd. Sahar, Tunis, 2015  (ISBN 9789973284556)

### Recueils de nouvelles
- (ar) Al-milyâr (المليار), éd. Nouvelle Maison arabe du livre, Tunis, 1994  (ISBN 9973101421)
- (ar) Maqâmât al-layl wan nahâr min al-jabal al-ahmar ila al-manâr (مقامات اللّيل و النّهار من الجبل الأحمر إلى المنار), éd. Sahar, Tunis, 1997  (ISBN 9973280180)
- (ar) Hikâyât ὸmmi as saliha (حكايات أمّي الصّالحة), éd. Sahar, Tunis, 2011  (ISBN 9789973283450)
- (ar) Tukûm wa rawâih (طعوم و روائح), éd. Sahar, Tunis, 2012  (ISBN 9789973283474)
- (ar) Asatîr Matwiya (أساطير مطوية), éd. Sahar, Tunis, 2012  (ISBN 9789973283658)
- (ar) Min al-dhākirah al-shaʻbīyah (من الذّاكرة الشّعبيّة ), éd. Sahar, Tunis, 2014  (ISBN 9789973284273)
- (ar) Khourafet ami Hedi (خرافات عمّي الهادي), éd. Sahar, Tunis, 2017  (ISBN 9789973285119)

### Traduction
- (ar) Al-bahr al-mutawassit (البحر المتوسّط), éd. Alif, Tunis, 1990  (ISBN 9973716485)
— traduction en arabe des ouvrages La Méditerranée. L'espace et l'histoire et La Méditerranée. Les hommes et l'héritage, tous deux placés sous la direction de Fernand Braudel